# Czarownica powołana
Czarownica powołana abo krotka nauka y przestroga z strony czarownic – anonimowa rozprawa z 1639, napisana najprawdopodobniej przez Wojciecha Regulusa, profesora Akademii Lubrańskiego w Poznaniu. Było to pierwsze w Polsce oficjalne dzieło występujące przeciwko pławieniu czarownic, czym odbiegało radykalnie od ówcześnie przyjętych stanowisk.
Autor, apelując do sędziów w procesach czarownic o rozsądek, krytykuje w swoim dziele nie tylko pławienie, ale też praktykę tzw. powoływania czarownic, czyli ich dalszego wskazywania przez skazaną już za czary z grona najbliższych znajomych (lęk przed torturami mógł być wówczas powodem wytykania kolejnych przypadkowych osób). Wierzy w istnienie sił diabelskich oraz ich pomocnic, tj. czarownic, jednak kpi z ogólnie przyjętych reguł egzaminowania kobiet podejrzanych o czary, wskazując też przypadki nadużyć w tym zakresie. Zachęca również do poszukiwania racjonalnych dowodów na działania czarownic i wykrywanie ich praktyk (Bóg i prawo rozkazuje czary karać, ale nie zawsze ani każdego pomówionego, chyba kiedy są dowody tego pewne i dostateczne). 
Na autorstwo Regulusa, obawiającego się szykan ze strony stosownych urzędów, wskazuje m.in. to, że jego oficyna wydała podobny traktat - "Cautio criminalis oder rechtliches Bedenken wegen der Hexenprozesse", stworzony przez jezuickiego pisarza Friedricha von Spee. Negował on używanie tortur w procesach o czary. W 1659 z ponownym postulatem zaniechania pławienia wystąpił Kazimierz Florian Czartoryski - przyszły prymas Polski, co świadczyło o słabej recepcji dzieła Regulusa.